# Valdaj
Valdaj (Russisch: Валдай) is een stad in de oblast Novgorod in het westen van Rusland. De stad ligt 386 kilometer ten noordwesten van Moskou en 140 kilometer van Novgorod. De stad heeft rond de 18.000 inwoners en is het administratieve centrum van het gelijknamige rajon. De stad ligt op een van de hoogste plateaus van de Waldajhoogte, aan het Waldajmeer.
De eerste schriftelijke vermelding van de stad, de erkenning door Ivan III, dateert uit 1495. Onder Catharina de Grote kreeg het stadstatus in 1770. De bevolking bedroeg op dat moment rond de 2.000. Valdaj werd de belangrijkste stad van Rusland op het gebied van de vervaardiging van klokken. Valdaj heeft dan ook een klokkenmuseum.
Op een van de eilanden in het Valdajmeer bevinden zich het Iverski-klooster (1653) en de Uspenski-kathedraal (1656). Een deel van de Waldajhoogte is nationaal park.

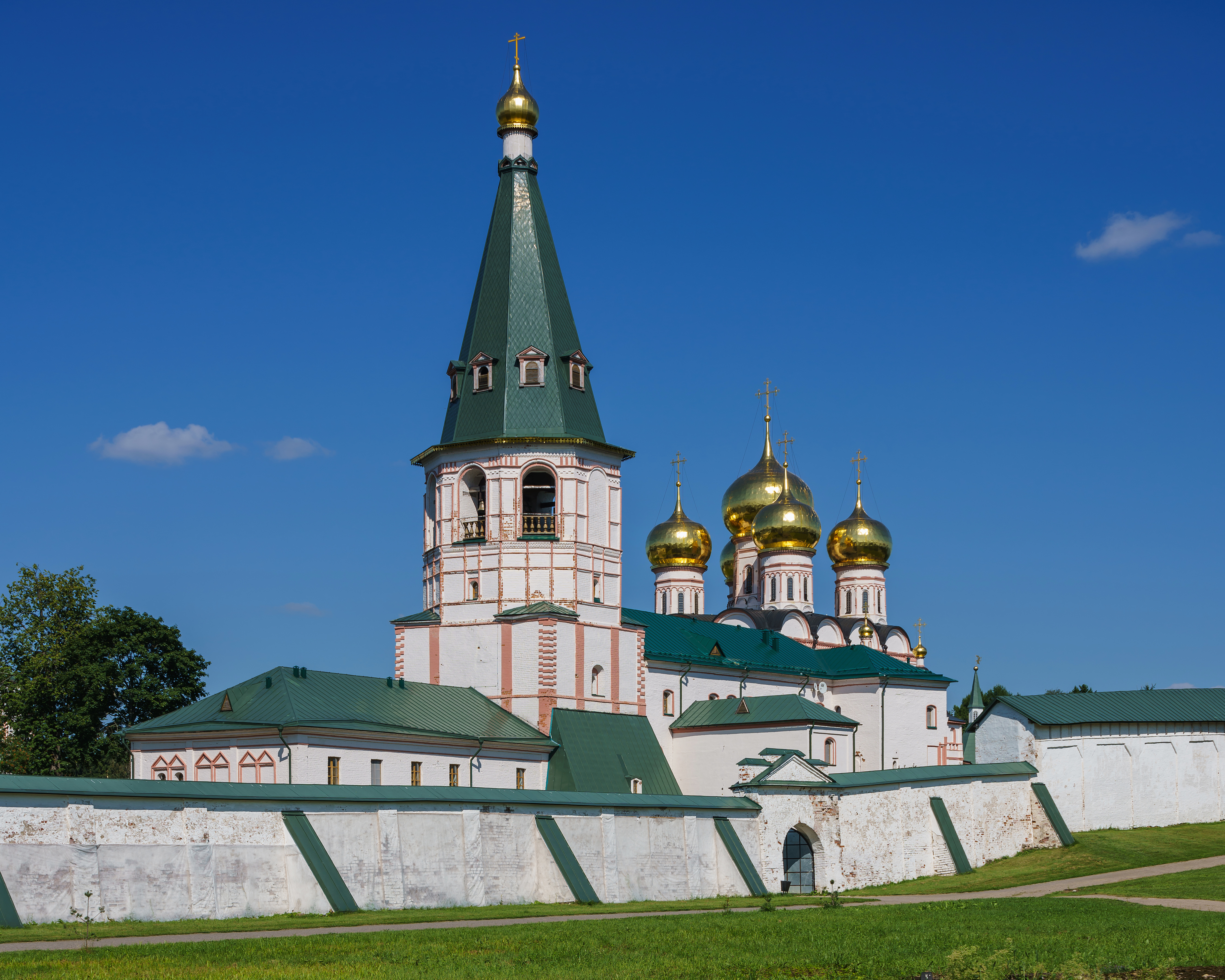
Gezicht op de reconstructie van Iverski-klooster.

Bestuurlijk centrum: Veliki Novgorod 

Borovitsji · Cholm · Chvojnaja · Malaja Visjera · Okoelovka · Pestovo · Soltsy · Staraja Roessa · Tsjoedovo · Valdaj